# آن كومبتون
آن كومبتون (بالإنجليزية: Ann Compton)‏ هي مراسلة ميدانية وصحفية أمريكية، ولدت في 19 يناير 1947 في شيكاغو في الولايات المتحدة.